# Prothèse auditive à ancrage osseux
Une prothèse auditive à ancrage osseux est un type d'audioprothèse dont le principe repose sur la conduction osseuse du son. Pour la désigner, on utilise aussi le terme BAHA, qui est précisément l'acronyme anglais de « Prothèse auditive à ancrage osseux » (Bone Anchored Hearing Aid). C’est une option d’aide auditive qui est plus invasive que l’appareillage conventionnel, mais qui donne des bons résultats au niveau de la qualité de vie.
La conduction osseuse permet de contourner les problèmes auditifs dus à la transmission du son dans l'oreille moyenne. En effet, le son est transmis grâce à des vibrations produites par l’oscillateur sur le crâne jusqu’à l’oreille interne.

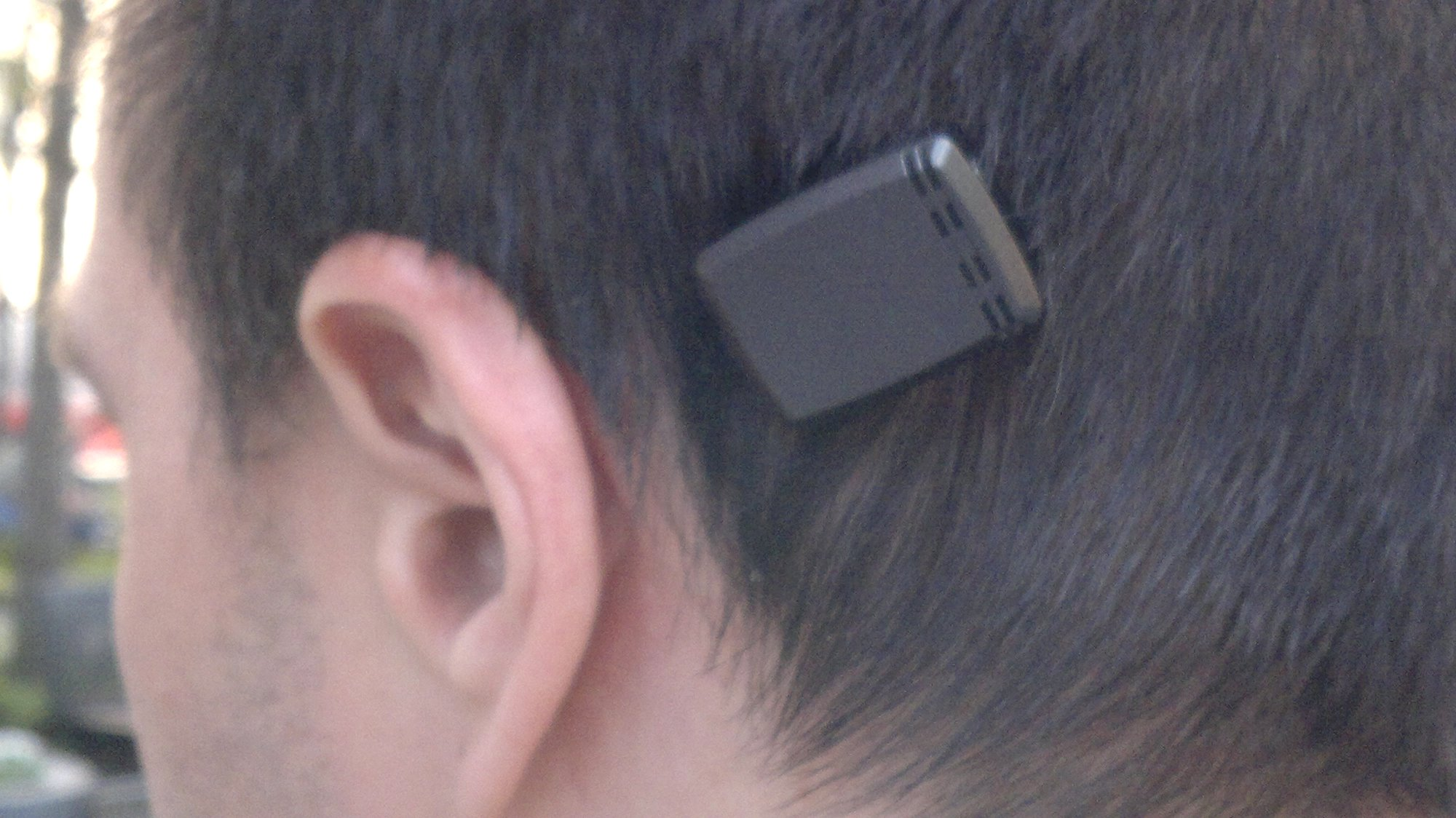
Unité de traitement du son en place.
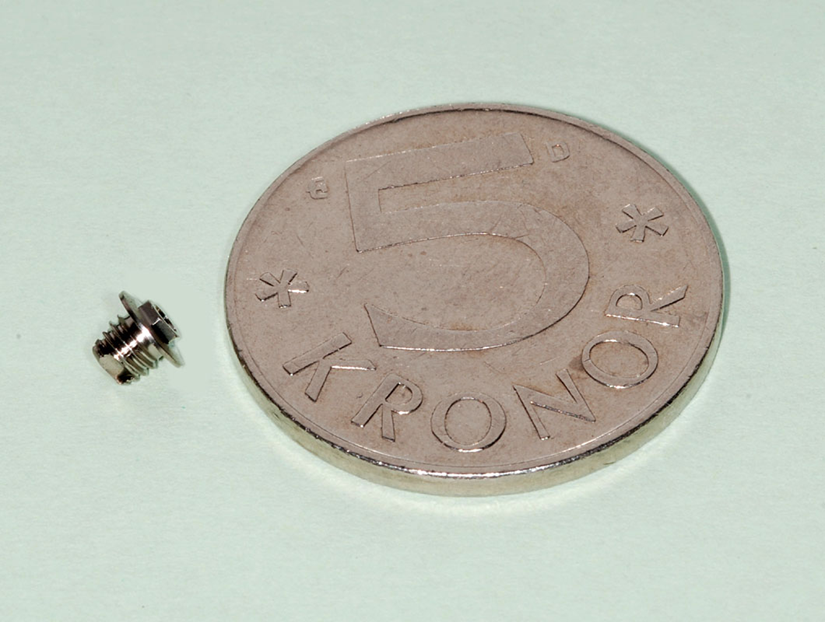
Implant osseux, avec une pièce de 5 couronnes pour comparer la taille.

## Les différentes parties d'une prothèse auditive à ancrage osseux
Les prothèses à ancrage osseux sont constituées de trois composants : l’implant en titane, l’interface de titane percutanée et le vibreur externe.Le son est capté par les microphones du processeur qui le converti en vibration. L’implant se met donc à vibrer dans l’os du crâne transmettant des vibrations jusqu’à l’oreille interne, vers la machine cochlée. Ce sont les cellules de l’oreille interne qui les captent et elles sont ensuite transformées en information sonore vers le nerf auditif.
Pour faciliter la compréhension de ce système BAHA, il y a la partie "vise" qui est ancré dans la boîte crânienne de manière superficielle, mais robuste. Elle est présente de manière très superficielle, ne perçant aucun trou. Avec le temps, ce vise serait prise par l'os et devient donc très solide. Ce vise a 2 composantes : la vise elle-même et son soutien.Cette vise va avoir un soutien au bout d'une extrémité du côté crânien. Ce soutien, autrement connu comme "abutment" le point d'ancrage de la vise, permet aux spécialistes de changer la taille de "vise" si elle s'avère d'être petite ou longue, selon les demandes explicitées du patient. La vise pourrait être vu à l’œil nu et sert comme le point d'ancrage pour l'appareil auditif BAHA. Pour pouvoir avoir ce système d'ancrage osseux en place, il faut une opération chirurgicale sous anesthésie locale et c'est réversible.
La prothèse BAHA, étant le receveur de toutes sources auditives, permet à l'individu de dépasser l'oreille externe et moyenne et avoir un accès direct à l'oreille interne.
Autrement dit, sauf dû au vieillissement naturel de l'individu, les cellules ciliées du système auditif ne détériorent pas avec les bruits forts ou très aigus.
Prenant l'exemple d'un.e adolescent.e qui écoute la musique. Il est fortement conseillé de ne pas écouter la musique avec un volume extrême. Cela est pour garder les cellules ciliées du système auditif dans un état optimal de fonctionnalité. Cela n'arrivera pas chez un individu portant le BAHA.

## Utilisation médicale
Pour plusieurs conditions médicales, la prothèse BAHA pourrait être recommandée. La prothèse à ancrage osseux permettrait entre autres d’améliorer la reconnaissance de la parole dans des situations bruyantes et réduire les problèmes d’oreilles externe et moyenne.

### Problème auditif chronique ou surdité conductive
D’abord, les personnes ayant une surdité mixte ou conductive et qui sont dans l’impossibilité de porter un appareillage auditif conventionnel. Cela inclut les personnes qui ont des écoulements chroniques ou des otites à répétition dans leurs oreilles empêchant l’insertion d’un appareil dans leur conduit auditif externe. En effet, les appareils auditifs conventionnels empêchent le drainage des écoulements ce qui peut entrainer des infections et des défectuosités des appareils.  

### Malformation du conduit auditif externe ou moyenne
Ensuite, dans le cas de malformation congénitale ou acquise de l’oreille externe ou moyenne. Il faut qu’une chirurgie de remplacement ossiculaire et que le port de l’appareillage auditif conventionnel soient impossibles. Plusieurs syndromes peuvent entrainer des malformations de l’oreille externe comme le syndrome de Treacher Collins ou la trisomie 21.  

### Surdité unilatérale
Finalement, advenant une surdité unilatérale causée par un problème au niveau de la conduction des sons et qu’aucune intervention chirurgicale ne soit possible, la prothèse à ancrage osseux est considérée.
Une surdité unilatérale est représentée par une perte auditive à une oreille alors que l'autre a une audition normale ou presque.

### Chirurgie
Avant de faire la chirurgie, un test sera effectué pendant quelques jours avec une prothèse auditive sur bandeau afin de s’assurer que le patient est satisfait.  
Au Québec, la chirurgie se fait sous anesthésie locale ou générale. Le chirurgien fait une incision et un trou de 3 à 4 mm de profondeur dans l’os temporal. Une vis en titane sera insérée à laquelle sera fixé un pilier. Ce n’est qu’un fois le processus d’osséointégration complété que le pilier sera installé.

### Effets secondaires
Quelques effets indésirables peuvent se produire à la suite de la chirurgie en particulier comme la réactivité cutanée, l’excroissance cutanée, la nécrose, l’infection de la plaie ou encore l’échec de l’osséointégration.
Afin de prévenir ces effets secondaires à l’intervention chirurgicale, il est important de maintenir une bonne hygiène autour de l’implant et d’examiner le point d’implantation régulièrement afin de s’assurer qu’il n’y a pas d’infection.

## Types de prothèses auditives à ancrage osseux
Deux types de prothèses auditives à ancrage osseux sont présentement disponibles sur le marché. Plusieurs compagnies offrent des modèles de ses types de prothèse comme Cochlear avec le modèle Osia.

### Sur pilier
La prothèse sur pilier est un système qui utilise un pilier transdermique ostéo-intégré pour relier le processeur de la prothèse et la partie implantée (dans l’os du crâne). C’est-à-dire que lorsque le processeur externe de la prothèse est retiré, le pilier ressort de quelques millimètres de la tête. Le site d’implantation nécessite donc un entretien et un nettoyage régulier par le patient.

### Sous-cutané
Le système sous-cutané possède deux parties : un processeur externe et un implant ostéo-intégré muni d’un aimant. Lorsque la guérison est complétée, aucune composante n’est apparente lorsque le processeur est retiré. En raison de l’aimant, il empêche la passation d’examen par résonance magnétique par le patient.